# Pierluigi Collina
Pierluigi Collina (født 13. februar 1960) er en tidligere italiensk fodbolddommer, der er anset for den bedste fodbolddommer gennem tiden.
Han indstillede sin karriere i 2005 efter 28 år som aktiv dommer. I dag er han ansat som dommerchef for det europæiske fodboldforbund UEFA. I spørgsmålet om, hvordan man kan forbedre dommerstandarden har Collina været fortaler for både videoafgørelser og flere dommere på banen. 

## Aktiv karriere
Tekst mangler, hjælp os med at skrive teksten

## Karriere efter dommerstop
Efter Collina stoppede sin aktive karriere i 2005, har han ikke forladt fodboldverdenen. Ved VM 2006 i Tyskland var han ansat som ekspertkommentator på italiensk TV. 
I kølvandet på den italienske dommerskandale i 2005/2006 blev Collina ansat til at overvåge de italienske fodbolddommeres indsats.
I 2010 blev han ansat af det europæiske fodboldforbund UEFA som dommerchef. En position der giver ham ansvaret for udvikling af de bedste europæiske dommere. 